# Bayford (Hertfordshire)
Bayford est une paroisse civile et un village du Hertfordshire, en Angleterre.